# Ausa
Ausa är en ort i Indien.   Den ligger i distriktet Latur och delstaten Maharashtra, i den centrala delen av landet, 1 200 km söder om huvudstaden New Delhi. Ausa ligger 637 meter över havet och antalet invånare är 34 161.
Terrängen runt Ausa är platt, och sluttar norrut. Runt Ausa är det ganska tätbefolkat, med 214 invånare per kvadratkilometer. Närmaste större samhälle är Latur, 18,1 km norr om Ausa. Trakten runt Ausa består till största delen av jordbruksmark.